# Список персонажей «Махабхараты»

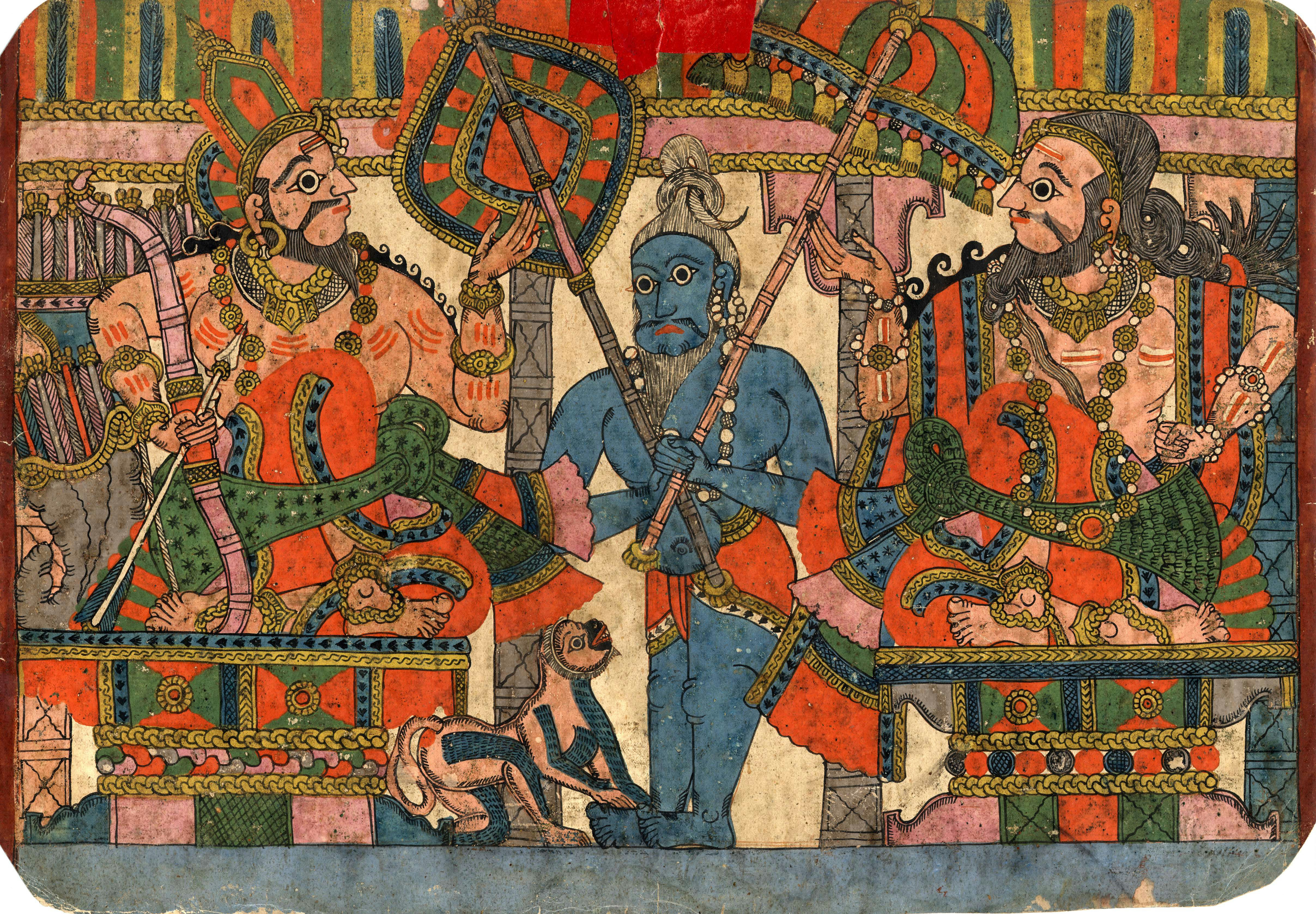
Вьяса и Джанамеджая

Древнеиндийский эпос «Махабхарата» рассказывает о борьбе двух царских семейств, правивших в Северной Индии, но при этом содержит рассказ о происхождении династии и множество вставных новелл на разные темы. Его герои — персонажи индийской мифологии, боги, цари, воины и жрецы.

## Список персонажей
- Вьяса, мудрец, который считается первым составителем «Махабхараты».
- Вайшампаяна, мудрец, услышавший «Махабхарату» от Вьясы и пересказавший её Уграшравасу.
- Уграшравас, риши, рассказывающий «Махабхарату» мудрецам, собравшимся в лесу Наймиша. Вся «Махабхарата» представляет собой диалог между Уграшравасом и риши Шанакой.

### Лунная династия
- Душьянта
- Шакунтала
- Бхарата, сын Душьянты и Шакунталы[1].
- Куру
- Шантану
- Бхишма
- Читрангада
- Вичитравирья
- Дхритараштра
- Сто сыновей Дхритараштры и Гандхари[2].
  - Дурьодхана
  - Духшасана

- Пандавы, номинальные сыновья царя Панду, которых его жёны Кунти и Мадри родили от разных богов.
  - Юдхиштхира, сын Кунти от Дхармы.
  - Бхима, сын Кунти от Ваю.
  - Арджуна, сын Кунти от Индры.
  - Накула, сын Мадри от ашвинов.
  - Сахадева, сын Мадри от ашвинов, брат-близнец Накулы[3].
- Абхиманью, сын Арджуны, погибший в битве при Курукшетре.
- Парикшит, сын Абхиманью, царь Хастинапура.
- Джанамеджая, сын Парикшита, царь Хастинапура.
- Шрутасена, сын Парикшита.
- Уграсена, сын Парикшита.
- Бхимасена, сын Парикшита.